# Auinia
Auinia (em árabe: العوينية; romaniz.: Auinia) é uma localidade do distrito de Jabal Algarbi, na Líbia.

## História
Em 18 de agosto de 2017, um comitê de reconciliação foi convocado em Bani Ualide para assegurar a paz entre os habitantes de Zintane e os maxaxias de Auinia e arredores. Decidiu-se que membros dos maxaxias que atualmente estavam em Mizda poderiam retornar para suas casas e que não haveria mais lutas nem disputas mediante a mídia ou outros meios. Apesar de sua libertação, pouco se fez para ajudar os maxaxias a retornarem, o que levou a um grupo de jovens a ameaçarem tomarem ação se Conselho Presidencial não começasse a conversar imediatamente com os anciãos da tribo sobre a volta para Auinia. Isso levou a um encontro entre os anciãos e o representante do CP Amade Maetigue, no qual se prometeu que ele visitaria Auinia e levaria as reclamações dos maxaxias, como a exigência por moderna infraestrutura.
Os conflitos foram registrados desde ao menos 2011, em plena Guerra Civil Líbia, quando zintanes acusaram os maxaxias de ajudarem o exército lealista de Muamar Gadafi a bombardear Zintane, enquanto so maxaxias acreditavam os zintanes queriam tomar controle de várias terras disputadas e usaram a guerra contra Gadafi como desculpa. Com isso, mais de 2 500 maxaxias fugiram de suas vilas próximo de Zintane e os zintanes emitiram comunicados de que caso voltassem sofreriam represálias. De modo a conciliar a questão, em 18 de maio de 2017, num prelúdio ao evento de 18 de agosto, coalizão de 12 tribos de toda a Líbia conseguiram fazer uma reconciliação intertribal em Assaba. Esse acordo pavimentou o caminho à reabertura de lojas, escolas e hospitais e o posterior retorno das maxaxias para Auinia, Zauite Albagol e Omar.
Em 18 de setembro, ao visitar Gadamés, Derje e Zintane, o primeiro-ministro Abedalá Atani visitou Auinia em encontro que reuniu representantes e prefeitos de várias da cidades das montanhas Nafuça.